# Ioan Suciu
Ioan Suciu (ur. 4 grudnia 1907 w Blaju, zm. 27 czerwca 1953 w Syhocie Marmaroskim) – rumuński biskup Kościoła Rumuńskiego Zjednoczonego z Rzymem, męczennik, błogosławiony kościoła katolickiego.

## Życiorys
Urodził się w 1907 roku w Blaju. Jego ojciec był księdzem greckokatolickim. Ioan Suciu studiował najpierw w kolegium przy kościele św. Atanazego w Rzymie, a następnie na uniwersytecie papieskim Angelicum. 29 listopada 1931 po sześciu latach studiów i uzyskaniu doktoratu z teologii otrzymał święcenia kapłańskie. 25 maja 1940 został mianowany biskupem pomocniczym eparchii Oradea Mare ze stolicą tytularną Moglaena. Sakry biskupiej udzielił mu 22 lipca 1940 roku biskup Valeriu Traian Frențiu. W 1942 również został administratorem apostolskim Archieparchii Fogaraszu i Alba Iulia. W 1948 roku został uwięziony przez komunistyczne władze, które przejęły władzę w Rumunii po II wojnie światowej. Zmarł 27 czerwca 1953 w więzienu Syhocie Marmaroskim.
19 marca 2019 papież Franciszek podpisał dekret o męczeństwie jego (z powodu cierpień jakie odniósł w więzieniu) i 6 innych rumuńskich biskupów. Razem z nimi został beatyfikowany 2 czerwca 2019 w Blaju, w czasie podróży apostolskiej papieża Franciszka do Rumunii.